# Shōnen
Shōnen (japanska: 少年, しょうねん?) är ett japanskt ord som betyder "ung pojke". Begreppet används i Sverige främst för manga och anime som är avsedda för pojkar. Manga riktade mot flickor kallas shōjo.

## Shōnen-manga i urval
- Naruto
- Astro boy
- Bleach (manga)
- Boku No Hero Academia
- Dragon Ball
- .Hack
- Death Note
- DNA^2
- Dominion Tank Police
- Final Fantasy Unlimited
- Fist of the North Star
- Fullmetal Alchemist
- Gundam
- Hellsing
- Initial D
- Inu Yasha
- Noir
- One Piece
- Ranma½
- Rurouni Kenshin
- Saint Seiya
- Sakura Diaries
- Samurai Deeper Kyo
- Shaman King
- Starzinger
- Tenjou Tenge
- Trigun
- Vandread
- Kana (manga)
- Toriko
- flera mecha-serier